# Miño (folyó)
A Miño (kiejtése [ˈmiɲo]), portugálul Minho (kiejtése [ˈmiɲu]) folyó az Ibériai-félsziget északnyugati részén található.
Spanyolországban, Galicia autonóm közösségben ered 700 m magasságban, A Coruñától 70 km-re keletre, a Sierra de Meira hegységben, és Caminhánál torkollik az Atlanti-óceánba. Hossza 315,15 km.
A folyón több víztározót építettek. Fő mellékfolyója a Sil. Utolsó 80 km-es szakasza Spanyolország és Portugália természetes határa. Felső folyása (az Észak-Portugál fennsíkon) zuhatagos, vízeséses, torkolatvidékén viszont egy keskeny parti síkság is kialakult.
Fontosabb városok a folyó mentén: Lugo, Ourense és Tui.